# Mansour Kaba
Pour les articles homonymes, voir Kaba.
Mansour Kaba est un ingénieur guinéen spécialisé dans le génie civil, homme politique engagé et écrivain.

## Biographie

### Enfance, éducation et débuts
Né à Kankan, Mansour Kaba fait ses études primaires à l'école de Kabada. Il poursuit sa formation au collège technique d’industrie à Conakry-Donka, puis à l’école des travaux publics de l’AOF à Bamako. Il a reçu sa formation supérieure à l'Université technique de Munich.

### Carrière
Kaba est reconnu comme l'un des grands noms de l'urbanisme africain. Son expérience s'étend sur une quarantaine d'années dans le secteur de l'ingénierie et du développement.
Il a joué un rôle important en Guinée en tant que Ministre de la construction, de l’urbanisme et de l’habitat en 2010 dans le Gouvernement Doré, pendant la période de transition,. De plus, il est le fondateur du PAG, le Parti panafricain de Guinée,,.
Dans son livre," Une vie pour l'Afrique - Mémoires d’un ingénieur africain engagé" (1970-2021), Kaba retrace des faits réels et des événements vécus, offrant une perspective sur son engagement et ses expériences à travers l'Afrique,,.